# Mezel
Ne doit pas être confondu avec Mézel.
Mezel est une ancienne commune française située dans le département du Puy-de-Dôme, en région Auvergne-Rhône-Alpes, devenue, le 1er janvier 2019, une commune déléguée de la commune nouvelle de Mur-sur-Allier.

## Géographie

### Localisation
Mezel se situe sur les rivages de l'Allier.
Six communes sont limitrophes :
|                    | Dallet              | Vertaizon               |
| Cournon-d'Auvergne | Mezel               | Chauriat                |
|                    | Pérignat-sur-Allier | Saint-Bonnet-lès-Allier |

### Géologie, relief et hydrographie

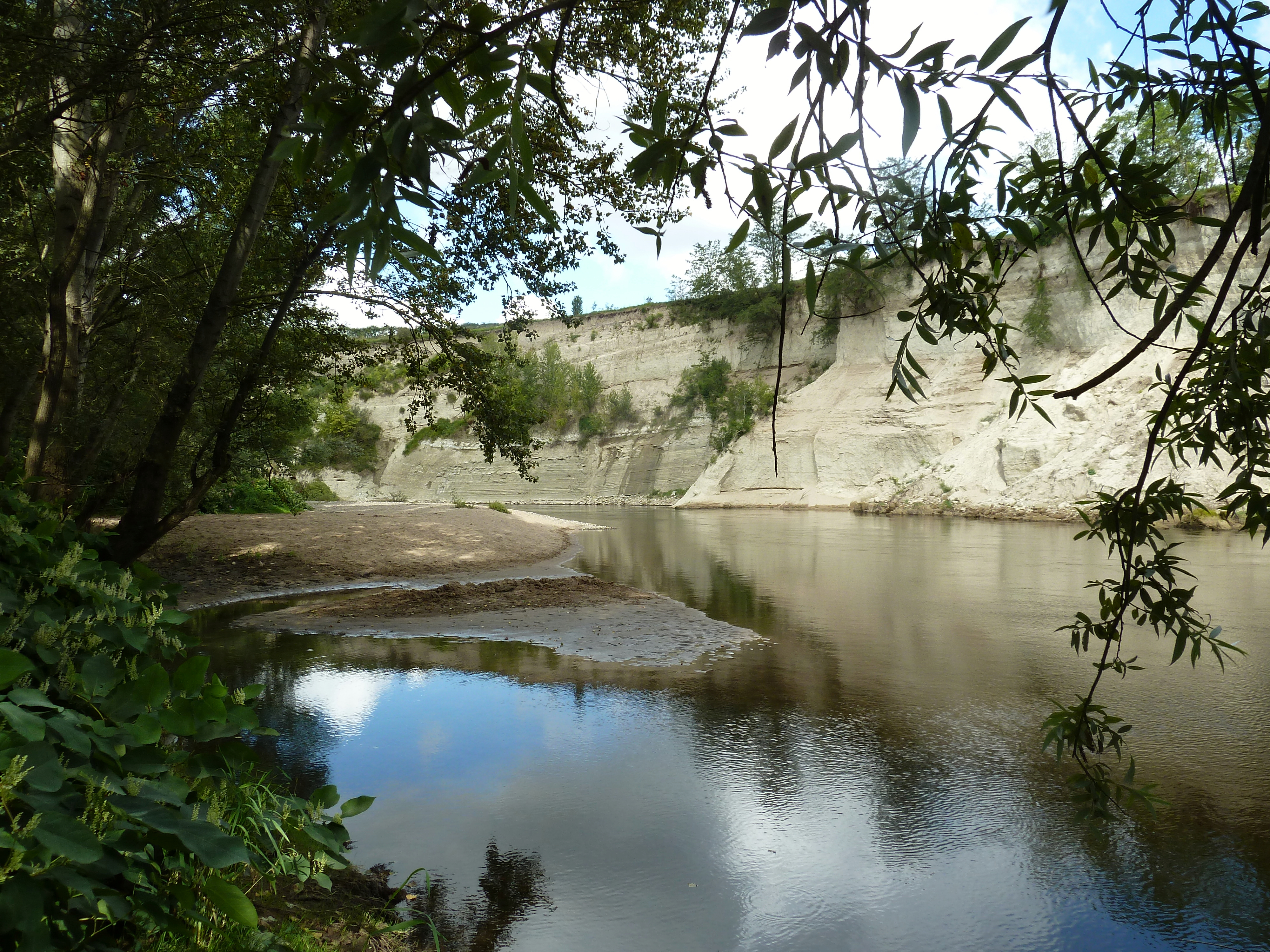
L'Allier.

Si la rivière Allier traverse le côté ouest de la commune, on observera que son côté est plutôt montagnard, dominé par le puy de Mur.

### Transports
La commune est traversée par les routes départementales 1 (reliant Pont-du-Château et Dallet au nord à Pérignat-sur-Allier et Vic-le-Comte au sud) et 340 (reliant Vertaizon au nord-est à la D 81 à la limite entre Saint-Bonnet-lès-Allier et Pérignat-sur-Allier au sud-est, par le centre du bourg).
Aucune ligne régulière du réseau départemental Transdôme ne dessert la commune.
Depuis le 1er janvier 2018, la commune adhère au syndicat mixte des transports en commun de l'agglomération clermontoise (SMTC). La ligne 37 du réseau T2C relie Dallet à la place Joseph-Gardet à Cournon-d'Auvergne, via Mezel. Un prolongement de la ligne 35 relie Mezel au centre de Clermont-Ferrand (rue Montlosier) via Dallet et Lempdes.

## Toponymie
Mesel en dialecte auvergnat.

## Histoire
Mezel a été prise par l'évêché d'Auvergne en 1202. Logis de seigneur exceptionnellement conservé, son église est chargée d'histoire et demeure une merveille de l'architecture romane.
Puis une réception princière est installée au XIVe siècle, puis au XVe siècle le logis est fut érigé. Raffinement puis luxe, il est aujourd'hui un restaurant (Mezel étant bâti sur le Puy-de-Mur).
Le 25 janvier 1949, un météoroïde explose à environ 12 km d'altitude, projetant quatre fragments retrouvés par Pierre Berlande, un Mezellois de 17 ans. La météorite de Mezel est une chondrite de type L6,.
Les maires des communes de Dallet et de Mezel ont annoncé l'intention de fusionner le 26 juin 2018, afin de constituer une commune de 3 500 habitants. La fusion entre en vigueur le 1er janvier 2019 et le siège de la commune nouvelle est aujourd'hui situé à Mezel.

## Politique et administration

### Liste des maires
| Période                                  | Période                       | Identité        | Étiquette | Qualité |
| ---------------------------------------- | ----------------------------- | --------------- | --------- | --- |
| Les données manquantes sont à compléter. |                               |                 |           | |
| janvier 2019                             | juillet 2020                  | François Rudel  | PG        | Artiste sculpteur 3e vice-président de la communauté de communes Mur ès Allier chargé de l'aménagement et de l'environnement (2014-2016) |
| juillet 2020                             | En cours (au 16 juillet 2020) | Jean Delaugerre |           | Maire de Mur-sur-Allier (depuis 2020) |

| Période                                  | Période       | Identité                        | Étiquette | Qualité |
| ---------------------------------------- | ------------- | ------------------------------- | --------- | --- |
| Les données manquantes sont à compléter. |               |                                 |           | |
| 1800                                     | 1824          | Sébastien Dumas                 |           | |
| 1824                                     | 1848          | Germain Dumas                   |           | |
| 1848                                     | 1854          | Étienne Bournet                 |           | |
| 1854                                     | 1871          | Étienne-Louis Ligier de Laprade |           | |
| 1871                                     | 1877          | François-Gilbert Dumas          |           | |
| 1877                                     | 1880          | Antoine Archimbaud              |           | |
| 1880                                     | 1906          | Pierre-Saint-Joanis Menat       |           | |
| ...                                      | ...           | ...                             | ...       | ... |
| 1965                                     | 1971          | Franck Francon                  |           | Retraité de la fonction publique d'État                                                                                                  |
| 1989                                     | mars 2008     | Mathieu-Noël Mazin              | SE        | Retraité Michelin |
| mars 2008                                | décembre 2018 | François Rudel                  | PG        | Artiste sculpteur 3e vice-président de la communauté de communes Mur ès Allier chargé de l'aménagement et de l'environnement (2014-2016) |

### Rattachements administratifs et électoraux
Sur le plan administratif, Mezel dépendait du district de Billom et du canton de Chaurias en 1793, puis de l'arrondissement de Clermont-Ferrand (d'abord de Clermont) et du canton de Vertaison (puis de Vertaizon) de 1801 à 2015. À la suite du redécoupage cantonal de 2014, la commune est rattachée au canton de Billom.
Sur le plan judiciaire, elle dépend de la cour administrative d'appel de Lyon, de la cour d'appel de Riom, de la cour d'assises du Puy-de-Dôme, des tribunaux administratif, d'instance, de grande instance et de commerce de Clermont-Ferrand.

### Intercommunalité
Mezel était, jusqu'en 2016, l'une des cinq communes de la communauté de communes Mur ès Allier et, jusqu'en décembre 2018, membre de Billom Communauté, malgré l'opposition de son conseil municipal à cette fusion.

## Population et société

### Démographie
L'évolution du nombre d'habitants est connue à travers les recensements de la population effectués dans la commune depuis 1793. Pour les communes de moins de 10 000 habitants, une enquête de recensement portant sur toute la population est réalisée tous les cinq ans, les populations de référence des années intermédiaires étant quant à elles estimées par interpolation ou extrapolation. Pour la commune, le premier recensement exhaustif entrant dans le cadre du nouveau dispositif a été réalisé en 2005.

En 2016, la commune comptait 1 932 habitants, en évolution de +1,58 % par rapport à 2010 (Puy-de-Dôme : +2,1 %, France hors Mayotte : +2,11 %).
| 1793  | 1800  | 1806  | 1821  | 1831  | 1836  | 1841  | 1846  | 1851  |
| ----- | ----- | ----- | ----- | ----- | ----- | ----- | ----- | ----- |
| 1 402 | 1 449 | 1 278 | 1 214 | 1 227 | 1 178 | 1 207 | 1 203 | 1 142 |

| 1856  | 1861  | 1866  | 1872  | 1876  | 1881  | 1886  | 1891  | 1896  |
| ----- | ----- | ----- | ----- | ----- | ----- | ----- | ----- | ----- |
| 1 081 | 1 118 | 1 124 | 1 040 | 1 061 | 1 042 | 1 031 | 1 008 | 1 010 |

| 1901 | 1906 | 1911 | 1921 | 1926 | 1931 | 1936 | 1946 | 1954 |
| ---- | ---- | ---- | ---- | ---- | ---- | ---- | ---- | ---- |
| 928  | 766  | 688  | 593  | 541  | 536  | 524  | 531  | 510  |

| 1962 | 1968 | 1975 | 1982  | 1990  | 1999  | 2005  | 2006  | 2010  |
| ---- | ---- | ---- | ----- | ----- | ----- | ----- | ----- | ----- |
| 556  | 590  | 724  | 1 032 | 1 356 | 1 502 | 1 755 | 1 751 | 1 902 |

| 2015  | 2016  | - | - | - | - | - | - | - |
| ----- | ----- | - | - | - | - | - | - | - |
| 1 916 | 1 932 | - | - | - | - | - | - | - |

### Enseignement
Mezel dépend de l'académie de Clermont-Ferrand.
Les élèves commencent leur scolarité à l'école maternelle puis à l'école élémentaire publique Aimé-Rudel. Ils poursuivent à Cournon-d'Auvergne, au collège du Stade (renommé collège Marc-Bloch), puis au lycée René-Descartes pour les filières générales et sciences et technologies du management et de la gestion ; les élèves des filières sciences et technologies de l'industrie et du développement durable vont au lycée Lafayette ou Roger-Claustres, à Clermont-Ferrand.

### Sports
En football, l'équipe principale de Mezel joue en 1re division dans le championnat départemental.

## Économie
Mezel abrite le siège de Climate Evolution.

## Culture locale et patrimoine

### Lieux et monuments
Mezel compte un édifice protégé à l'inventaire des monuments historiques : le Château de Bellevue un ancien château fort XIIe et XIIIe siècles, inscrit en 1926.
S'y ajoute l'oppidum du Puy du Mur, à cheval sur les communes de Dallet et de Vertaizon.
L'église, non protégée, comprend trois œuvres classées au titre objet :
- un tableau de saint Sébastien (XVIIIe siècle), classé en 1980[23] ;
- une statue : Vierge de Pitié (XVe et XVIe siècles, classée en 1980[24] ;
- un tableau représentant l'Adoration des bergers (XVIIe siècle), classé en 1908[25].

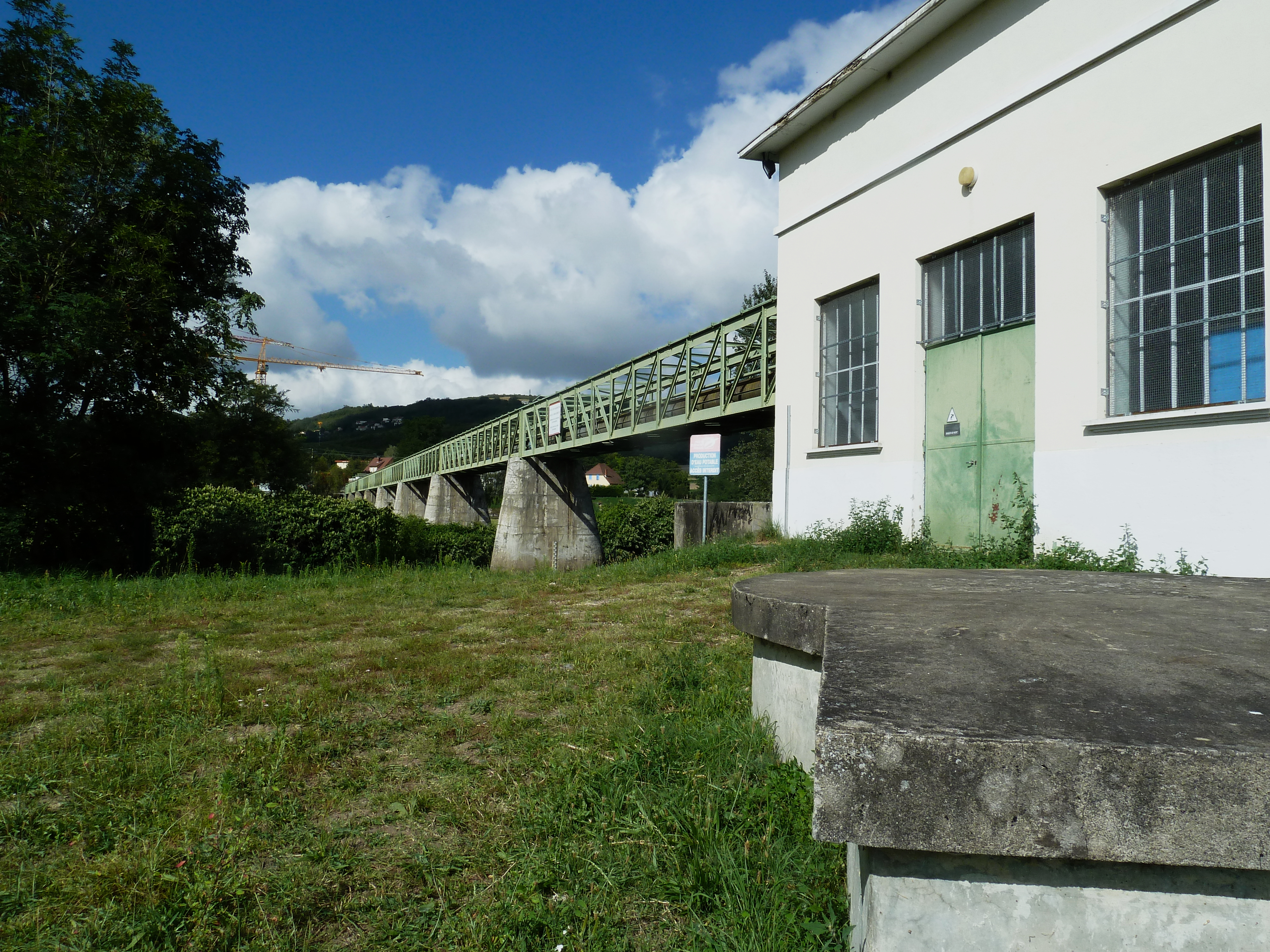
Pacage des Plançons.
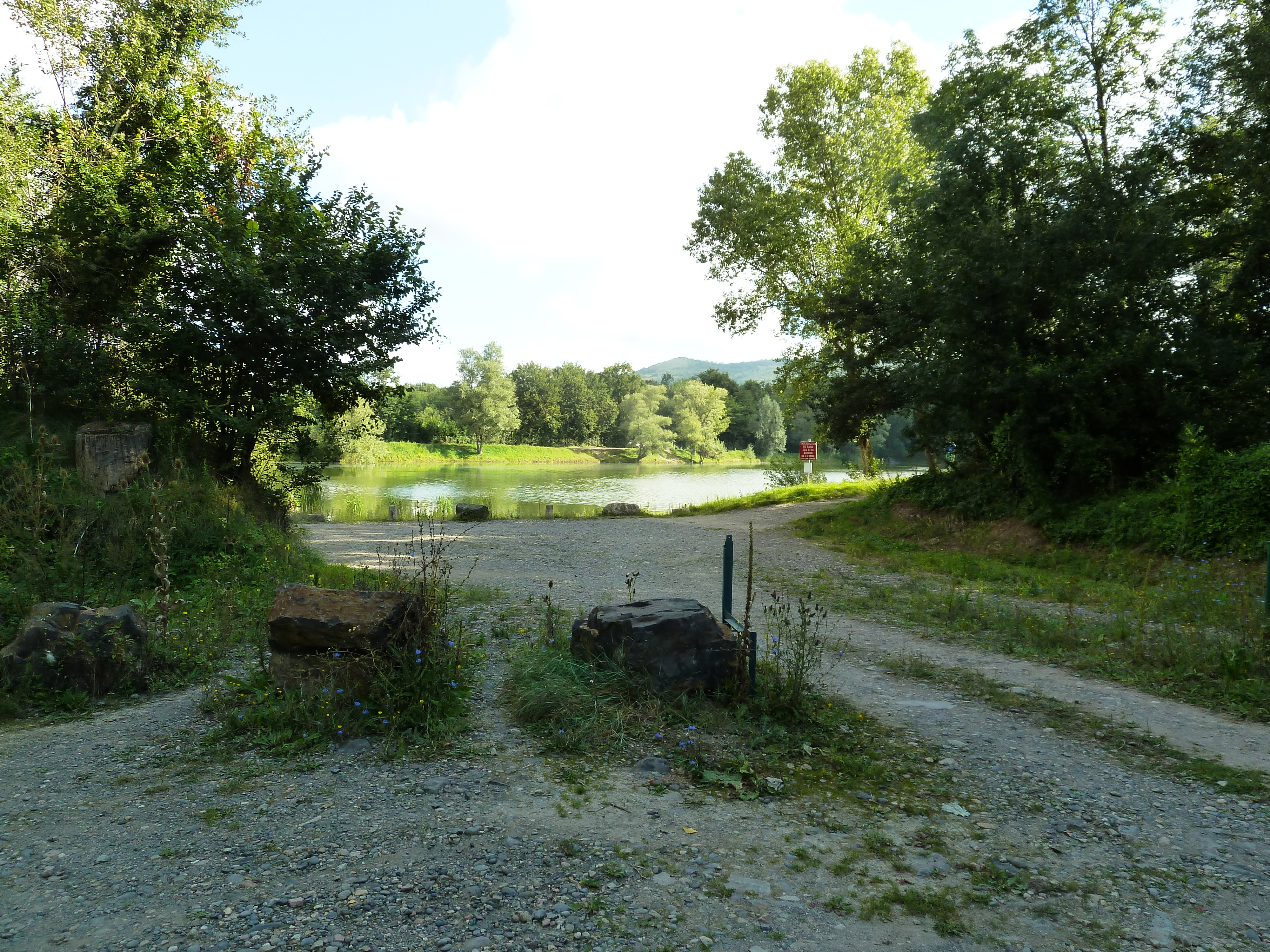
L'étang des Plançons.

### Personnalités liées à la commune
- Le sculpteur américain Ralph Stackpole (Williams, État de l'Oregon, États-Unis, 1er mai 1885 - Chauriat, 10 décembre 1973) y demeura en 1951-1952.
- Aimé Rudel (1912-1975), géologue volcanologue, auteur de plusieurs ouvrages sur la volcanologie, la géologie, la minéralogie et les sources thermales d'Auvergne.
- Lorin Martinez (2 fois champion du monde, 6 fois champion d'Europe et 5 fois champion de France de BMX, pensionnaire du pôle France).